# Wish (久川綾のアルバム)
『wish』（うぃっしゅ）は、久川綾のアルバム。久川綾は全曲の歌唱と作詞、及び2曲の作曲を担当。また、プロデューサーの二人とともに、コンセプト・プランでクレジットされている。

## 収録曲
1. 銀木犀 (4:26)
  - 作詞・作曲：久川綾、編曲：田代修二
2. 心まで抱きしめられたら (3:59)
  - 作詞：久川綾、作曲：浅田直、編曲：上杉洋史
3. バスタイム (4:31)
  - 作詞：久川綾、作曲：M Rie、編曲：内藤慎也
4. うい〜っすっっ (4:46)
  - 作詞：久川綾、作曲：羽場仁志、編曲：重実徹
5. 気付いて女の子 (5:20)
  - 作詞：久川綾、作曲：M Rie、編曲：上杉洋史
6. ヴェネツィア (4:32)
  - 作詞：久川綾、作曲：久保田洋司、編曲：重実徹
7. メッセージ (4:34)
  - 作詞：久川綾、作曲：都志見隆、編曲：重実徹
8. 手紙を書こう (4:00)
  - 作詞：久川綾、作曲・編曲：内藤慎也
9. 東京を去るうた (5:08)
  - 作詞：久川綾、作曲：村松邦男、編曲：上杉洋史
10. Wish (2:11)
  - 作詞・作曲：久川綾、編曲：田代修二
  - ※ 収録時間はライナーノーツ未記載の為ディスク(VPCG-84641)を実測。